# Hockey Club Red Ice Martigny-Verbier-Entremont
L'HC Red Ice è stata una squadra di hockey su ghiaccio con sede nella città svizzera di Martigny, nel Canton Vallese. Fu fondata nel 2008. Militava nella Lega Nazionale B, seconda divisione del campionato svizzero. I colori sociali sono il rosso ed il bianco. Le partite casalinghe venivano disputate presso la Forum d'Octodure, che può contenere 3 250 spettatori.
Nel corso della sua storia la squadra ha vinto per una volta il titolo di Prima Lega.

## Storia
L'HC Red Ice nacque nel 2008 grazie alla fusione dell'HC Martigny con l'HC Verbier Val-de-Bagnes. Dopo aver conquistato per tre anni consecutivi la vittoria del Gruppo 3 nella Prima Lega nel 2010, 2011 e nel 2012, il 31 marzo 2012 conquistò il titolo nazionale di Prima Lega ottenendo la promozione in Lega Nazionale B.
Sebbene le grandi ambizioni e il grosso budget posseduto, il pubblico della compagine continua a calare: nel giugno del 2017 la squadra viene sciolta per una crisi finanziaria.

## Palmarès

### Competizioni nazionali
- Prima Lega: 1

2011-2012